# Lorío
Lorío (oficialmente, en asturiano, Llorío) es una parroquia del concejo de Laviana, en Asturias (España).
Lorío está en la parte suroriental del concejo, y limita al norte con la parroquia de El Condado, al sur y al oeste con la de Villoria, también al oeste con la de Entralgo y al noroeste con la de Pola de Laviana.
Llorío tiene una extensión de 27,37 km² y una población de 962 habitantes.

## Pueblos
- Lorío (Llorío en asturiano y oficialmente[1]): Es la capital del concejo, con coordenadas: 43.22851,-5.52037.S .Situado a 340 m de altitud, en las inmediaciones de la carretera regional AS-117. Conserva buenos ejemplos de arquitectura tradicional, entre ellos un hórreo (se calcula que del siglo XVI) con una famosa y mal conservada talla erótica, y una iglesia de origen románico. Es punto de partida de rutas de montaña, como la del pico Guanalón.
- Acebal[1] (L'Acebal): Tiene una población de unos 108 habitantes
- Cabaña[1] (La Cabaña)
- Celleruelo[1] (Ciargüelo): Tiene unos 85 habitantes aproximadamente
- Fombermeja[1] (La Fomermeya)
- Iguanzo: Tiene una población rondando los 20 habitantes
- Muñera
- Pando
- Payandi
- Puente de Arco (El Puente d'Arcu[1]): Tiene unos 77 habitantes y se conoce por su puente romano. Está formado por dos arcos de diferente tamaño, con sillares dispuestos como lajas.
- Ribota con una población rondando los 100 habitantes
- Soto de Lorío[1] (Soto)
- La Canterona
- La Coruxera (La Curuxera[1])
- El Alto de San Pedro[cita requerida] (L'Alto San Pedro[1])
- Llera de Lorío[1] (La Llera[1])
- Barreo
- La Barrosa
- El Campo[cita requerida] (El Campu[1])
- El Campo de la Arquera[cita requerida] (El Campu l'Arquera[1])
- El Cañal
- El Carbajal[cita requerida] (El Carbayal[1])
- La Cuevona[cita requerida] (La Covona[1])
- La Envesná
- Fresnedo[cita requerida] (Fresneo[1])
- La Granja[cita requerida] (La Granxa[1])
- La Llana
- El Pandanoso[cita requerida] (El Pandanusu[1])
- El Pando[cita requerida] (El Pandu[1])
- La Pedreguera
- Piñeras[cita requerida] (Piñeres[1])
- El Quintanal
- La Rasa
- El Reburdiar
- Samiellas[cita requerida] (Samielles[1])
- Taraña
- Las Xanas[cita requerida] (Les Xanes[1])

## Edificios ilustres
Iglesia de San Martín